# 마리아 슈나이더

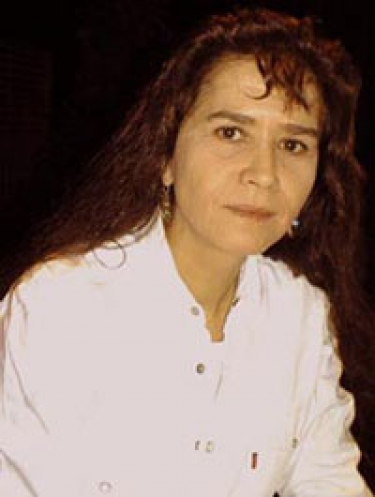
마리아 슈네데르

마리아 슈네데르(프랑스어: Maria Schneider, 본명은 마리 크리스틴 젤랭(프랑스어: Marie Christine Gélin), 1952년 3월 27일 ~ 2011년 2월 3일 )는 프랑스의 배우로, 1969년 영화 "크리스마스 트리"로 데뷔하였다.

## 출연 작품
- 크리스마스 트리 (1969, L'Arbre de Noël)